# Liste der Naturdenkmale in Stein-Wingert
Die Liste der Naturdenkmale in Stein-Wingert nennt die im Gemeindegebiet von Stein-Wingert ausgewiesenen Naturdenkmale (Stand 13. Juni 2024).

## Naturdenkmale
| Nr.             | Bezeichnung                 | Lage                                           | Beschreibung                                                                | Bild                                    |
| --------------- | --------------------------- | ---------------------------------------------- | --------------------------------------------------------------------------- | --------------------------------------- |
| ND-7143-405 (a) | Eichen in der Gemarkung (a) | nördlich des Ortes; Flur In der Kembelsau Lage | Quercus sp., insgesamt drei von ursprünglich fünf Bäumen an zwei Standorten | Direkt Bild zu diesem Denkmal hochladen |
| ND-7143-405 (b) | Eichen in der Gemarkung (b) | südlich des Ortes; Flur Ober Wingert Lage      | Quercus sp., insgesamt drei von ursprünglich fünf Bäumen an zwei Standorten | Direkt Bild zu diesem Denkmal hochladen |